# 白云寺 (平遥)
37°04′42″N 112°14′43″E / 37.07833°N 112.24528°E
白云寺，位于山西省晋中市平遥县卜宜乡梁家滩村西宝峰山上，2004年6月10日被列为山西省文物保护单位，2013年被列为第七批全国重点文物保护单位。
白云寺古称西域寺，始建于唐。白云寺依山就势，临崖而建，总占地面积7793平方米。现存山门、天王殿、韦陀殿、地藏殿、大雄宝殿、观音殿、古佛殿以及塔林等建筑。山门前有唐槐两株及古柏九株，人称龙凤槐及九凤朝阳。寺东侧塔林共有历代高僧墓塔六座。
- 白云寺全景
- 山门及唐槐、古柏
- 山门
- 天王殿
- 大雄宝殿及上层的观音殿
- 韦陀殿
- 地藏殿
- 大雄宝殿上层的观音殿
- 古佛殿
- 东侧围墙及塔林
- 塔林
- 塔林